# Скалозуб
Полковник Серге́й Серге́евич Скалозу́б — один из персонажей комедии А. С. Грибоедова «Горе от ума».

## Характеристика
Скалозуб — полковник, быстро сделавший себе военную карьеру:

Скалозуб
В тринадцатом году мы отличались с братом

В тридцатом егерском, а после в сорок пятом.
Фамусов
Да, счастье, у кого есть эдакий сынок!

Имеет, кажется, в петличке орденок?
Скалозуб
За третье августа; засели мы в траншею:

Ему дан с бантом, мне на шею.
Он поступил на службу лишь в 1809 году, но при этом он недоволен, что его «за полком два года поводили»; более того, он уже метит в генералы:

Я с восемьсот девятого служу;

Да, чтоб чины добыть, есть многие каналы;

Об них, как истинный философ, я сужу:

Мне только бы досталось в генералы.
Свой первый орден он получил за неясные заслуги. 3 августа (по старому стилю) 1813 года боевых действий не велось, после окончания перемирия первые столкновения с французами произошли только 5 августа. Однако, в первых редакциях данная фраза звучала как «За 3-тье августа, мы брали батарею»
Фраза «Ему дан с бантом, мне на шею» даёт основание предположить, что брат Скалозуба получил орден Святого Владимира IV степени «с бантом» (единственный до 1828 года орден, носившийся с бантом из орденской ленты), а сам он, вероятно, орден Святого Владимира 3 степени или орден Святой Анны II степени «на шею». У него есть и другие награды (в рукописных вариантах пьесы Софья говорит о Скалозубе: «Крестов не перечесть»; Скалозуб заявляет: «Шесть-семь их (крестов) у меня»).
Пожалуй, самой известной характеристикой полковника Скалозуба стала крылатая фраза, обронённая в разговоре с самим собой главным героем пьесы Александром Чацким: «хрипун, удавленник, фагот...» При том непременном уточнении, что все три слова были употреблены Грибоедовым не в их прямом значении, а взяты из армейского жаргона послевоенных лет, в качестве иронического обозначения узнаваемых черт типического представителя столичных карьерных офицеров России начала правления Николая I: внешне вымуштрованного, тщеславного, привилегированного и со всеми «нужными» связями:427. «Хрипунами» называли офицеров-фанфаронов, которые старались иметь хватовской высокомерный вид и выработали у себя своеобразное произношение на французский манер, «сопровождаемое, по словам современника, насильственною хриплостью голоса», придававшей им особую мужественность. Близкое значение имеет также и чисто жаргонное словечко «удавленник», также взятое из лексикона послевоенных офицеров. Брошенное Чацким в адрес Скалозуба, оно не имеет никакого отношения к самоубийству через повешение. Смысл этого слова, родственного к образу хрипуна, вполне раскрывается отчасти таким описанием офицеров той же эпохи в повести Ивана Тургенева «Три портрета»: «Военные шею затянули туго-натуго... хрипят, глаза таращат, да и как не хрипеть?» Перетянутая воротником шея, красное от напряжения лицо и слегка выпученные от избытка патриотизма глаза дополняют образ удавленника.
Наконец, третье жаргонное прозвище «фагот», продержавшееся в армейском языке дольше всех, до конца XIX века, сочетает в себе оба предыдущих слова. Оно недвусмысленно отсылает к одноимённому духовому деревянному музыкальному инструменту низкого («мужского») регистра, широко известному, прежде всего, благодаря своему эксцентричному и карикатурному тембру, выделяющему его из всего симфонического оркестра. Обычная характеристика звука фагота — хрипловатый или гнусавый, а в верхнем регистре — сдавленный, кричащий. Гоголь пишет в «Мертвых душах»: «Манилов в ответ принялся насасывать чубук так сильно, что он начал, наконец, хрипеть как фагот». В результате, поэтическая фраза, дающая в трёх словах характеристику полковника Скалозуба, состоит из трёх слов, имеющих близкое значение. С одной стороны, они психологически точны, а с другой, связаны с армейским разговорным языком.
По утверждению Фамусова, Скалозуб

Известный человек, солидный,

И знаков тьму отличий нахватал;

Не по летам, и чин завидный,

Не нынче завтра генерал.
Быстрой карьерой он обязан службе в «горячей точке» (егеря специализировались на действиях в горной и/или лесистой местности, не в последнюю очередь — контрпартизанских и контртеррористических; в частности, 45-й егерский полк по окончании наполеоновских войн дислоцировался в Абхазии):

Довольно счастлив я в товарищах моих,

Вакансии как раз открыты;

То старших выключат иных,

Другие, смотришь, перебиты.
Скалозуб представлен в пьесе в образе тупого солдафона. Скалозуб по-военному прямолинеен, что, впрочем, не вредит ему в обществе. Так, например, когда в третьем действии княгиня Тугоуховская жалуется ему на то, что её племянник Фёдор, учившийся в Педагогическом институте, «чинов не хочет знать», полковник с откровенной радостью сообщает собеседникам:

Я вас обрадую: всеобщая молва,

Что есть проект насчёт лицеев, школ, гимназий;

Там будут лишь учить по нашему: раз, два;

А книги сохранят так: для больших оказий.
Фамусов же ещё более нетерпим к вольнодумству:

Сергей Сергеич, нет! Уж коли зло пресечь:

Забрать все книги бы да сжечь.

## Сюжет
Впервые Скалозуб упоминается уже в первом действии, где служанка Лиза намекает Софье на него как на выгодную партию: Вот, например, полковник Скалозуб: // И золотой мешок, и метит в генералы. В этом отношении он в глазах Фамусова выгодно отличается от Молчалина и Чацкого. А во втором действии Фамусов весьма откровенно намекает ему на женитьбу, после того как Скалозуб получит генерала (И славно судите, дай Бог здоровья вам // И генеральский чин; а там // Зачем откладывать бы дальше // Речь завести об генеральше?), на что тот прямолинейно отвечает согласием (Жениться? Я ничуть не прочь).
В противоположность Фамусову, его свояченица Хлёстова относится к Скалозубу весьма холодно и говорит о нём Софье: Ух! я точнёхонько избавилась от петли; // Ведь полоумный твой отец: // Дался ему трёх сажень удалец, — // Знакомит, не спросясь, приятно ли нам, нет ли?

Но и Чацкий отчасти ревнует Софью к Скалозубу; так в III действии после разговора про Молчалина он её спрашивает: 
Но Скалозуб? вот загляденье;
За армию стоит горой,
И прямизною стана,
Лицом и голосом герой…
, на что она ему отвечает: 
Не моего романа.
 Далее разговор прерывается, и Чацкий так и остаётся «со своей загадкой».

В IV действии Скалозуб случайно встречается со своим приятелем Репетиловым. Тот зовёт его на очередной кутёж к князю Григорию: 
И просим-ка со мной, сейчас без отговорок:
У князь-Григория теперь народу тьма,
Увидишь, человек нас сорок,
Фу! сколько, братец, там ума!
Всю ночь толкуют, не наскучат,
Во-первых, напоят шампанским на убой,
А во-вторых, таким вещам научат,
Каких, конечно, нам не выдумать с тобой.
, на что тот отвечает резким отказом: 
Избавь. Учёностью меня не обморочишь,
Скликай других, а если хочешь,
Я князь-Григорию и вам
Фельдфебеля в Волтеры дам,
Он в три шеренги вас построит,
А пикните, так мигом успокоит.
 Он явно осуждает такой разгульный образ жизни, предпочитая военный порядок.
Скалозуб пользуется лестью и угодничеством для достижения высших чинов. Считает, что важно оказаться в правильное время в правильном месте.

## Образ Скалозуба в литературе
Не меньше замечателен четвёртый тип: глупый фрунтовик Скалозуб, понявший службу единственно в уменье различать форменные отлички, но при всём том удержавший какой-то свой особенный философски-либеральный взгляд на чины, признающийся откровенно, что он их считает как необходимые каналы к тому, чтобы попасть в генералы, а там ему хоть трава не расти; все прочие тревоги ему нипочём, а обстоятельства времени и века для него не головоломная наука: он искренно уверен, что весь мир можно успокоить, давши ему в Вольтеры фельдфебеля.
— Н. В. Гоголь, Выбранные места из переписки с друзьями

Наполеон женил своих воинов в том роде, как наши помещики женят дворовых людей, — не очень заботясь о любви и наклонностях. Он хотел браками сблизить дворянство пороха с старым дворянством; он хотел оболванить своих Скалозубов жёнами. Привычные к слепому повиновению, они венчались беспрекословно, но вскоре бросали своих жён, находя их слишком чопорными для казарменных и бивачных вечеринок.
— А. И. Герцен, Былое и думы, гл. XX

Это был клуб Фамусовых, Скалозубов, Загорецких, Репетиловых, Тугоуховских и Чацких.
Конечно, ни Пушкин, ни Грибоедов не писали точных портретов; создавая бытовой художественный образ, они брали их как сырой материал из повседневной жизни.
Грибоедов в «Горе от ума» в нескольких типах отразил тогдашнюю Москву, в том числе и быт Английского клуба.
Герцен в «Былом и думах» писал, что Английский клуб менее всего английский. В нем собакевичи кричат против освобождения и ноздревы шумят за естественные и неотъемлемые права дворян…
— Владимир Гиляровский, Москва и москвичи

Я как-то раз заметил ему, что он-де «напрасно прикидывается Скалозубом» — ему это совершенно не идет. Он лишь пожал плечами и поинтересовался — а что я, собственно, имею против Скалозуба? вот для начала — как я его себе представляю, просто по тексту пьесы? Ну, как! — озадаченно откликаюсь я: солдафон не первой молодости, «созвездие маневров и мазурки», что вытягивается во фрунт перед любым чиновным ничтожеством… На что Павел Андреевич тут же реконструировал для меня боевую биографию Скалозуба — государев человек Грибоедов-то, оказывается, прописал ее со множеством точных и понятных военному деталей. Что в словах «Засели мы в траншею», применительно к 3 августа в Силезскую кампанию 1813-го, нет решительно ничего уморительного, и Георгий второй степени, что «на шею», за такое — в самый раз; что все полки, где тот служил — по их номерам — егерские: это про «созвездие маневров и мазурки»; что как раз Сорок пятым егерским Ермолов в ту пору имел обыкновение затыкать все дыры в кавказских Линиях, и оттого сентенция «Довольно счастлив я в товарищах моих…» — это привычный могильный цинизм фронтовика, а вовсе не откровения простодушного карьериста; ну, и так далее.
Итак, перед нами — «метящий в генералы» тридцатипятилетний примерно полковник специальных войск, добывший серебряное шитье на эполеты не где-нибудь, а на Кавказе: сделать столь стремительную карьеру можно лишь там, где, по вышеозначенным причинам, «вакансии как раз открыты»… «А теперь возьмите пьесу, Григорий Алексеевич, — предлагает мне ротмистр, — и просто перечитайте все реплики полковника, подряд, твердо исходя из того, что с мозговыми извилинами в той голове — точно лучше, чем в среднем по больнице»… И ведь — действительно так! Все эти «пожар способствовал ей много к украшенью» и «фельдфебеля в Вольтеры» — это же откровенное, в глаза, зубоскальство-скалозубство над тем столичным бомондом — и сановным, и фрондерствующим. И кстати — он ведь там, по факту, сумел заткнуть саму княгиню Марью Алексевну!.. Вот такое любопытное вышло у нас литературоведенье от разведслужбы…
— Кирилл Еськов, «Америkа (reload game)»

## Исполнители роли
- Боголюбов, Николай Иванович — Театр Мейерхольда (ГосТИМ), 1928
- Варламов, Константин Александрович — Александринский театр, 1885
- Головин, Сергей Аркадьевич — Малый театр, 1915
- Григорьев, Пётр Иванович (самый первый исполнитель) — Александринский театр, 26 января 1831
- Гуниа, Валико Леванович
- Державин, Михаил Михайлович — Московский театр сатиры, 1976
- Ершов, Владимир Львович — МХТ, 1925
- Киселевский, Иван Платонович — театр Корша, 1886
- Леонидов, Леонид Миронович — МХТ, 1906
- Малютин, Яков Осипович — Александринский театр, 1921
- Массалитинов, Николай Осипович
- Мичурин, Геннадий Михайлович — Александринский театр, 1947
- Муратов, Степан Михайлович
- Немчинов, Иван Максимович — Малый театр
- Оболенский, Павел Дмитриевич
- Плятт, Ростислав Янович
- Рыбаков, Константин Николаевич — Малый театр, 1887
- Сагал, Даниил Львович — Театр Мейерхольда (ГосТИМ), 1928
- Саитов, Виктор Петрович
- Филиппов, Роман Сергеевич
- Чекаевский, Александр — Александринский театр, 1941